# Velutinoidea
Velutinoidea é uma superfamília de caracóis marinhos, moluscos gastrópodes marinhos do clado Littorinimorpha.

## Taxonomia
- Família Velutinidae Grey, 1840
  - Subfamília Velutininae Gray, 1840
  - Subfamília Lamellariinae d'Orbigny, 1841
- Família Triviidae Troschel, 1863
  - Subfamília Eratoinae Gill, 1871
  - Subfamília Triviinae Troschel, 1863

Essa classificação segue o estudo de Ponder & Warén, publicado em 1988. No entanto, houve algumas adaptações para a família Triviidae, baseadas no estudo de Schilder, publicado em 1966.